# Studenteroprøret på Københavns Universitet
Studenteroprøret på Københavns Universitet var en opstand, der fandt sted 19. april 1968, hvor en gruppe studerende besatte Psykologisk Laboratorium ved Københavns Universitet i protest mod manglende medbestemmelse på undervisningen, som de opfattede som forældet og præget af professorvælde.
Oprøret var forbundet til ungdomsoprøret idet det også var en protest mod autoriteter og det etablerede samfund, men adskilte sig ved at have baggrund i konkret forhold på studierne. Antallet af indskrevne studerende var på ti år mere end firedoblet; fra 4.700 studerende i 1958 til 21.500 i 1968. Hverken universitetets fysiske forhold eller de personalemæssige var dog fulgt med udviklingen. Samtidig opfattede gruppe af studerende universitetets styre som dybt forældet.
Oprøret begyndte, da der natten til 21. marts blev malet slagord på en af universitetets mure. Teksten var Bryd Professorvældet og Medbestemmelse nu, hvilket også blev temaet for flere demonstrationer arrangeret af de studerende. De krævede mere indflydelse, bl.a. i studienævnene, hvor de studerende ønskede halvdelen af pladserne. Den 19. april besatte mellem 100 og 150 pyskologistuderende Psykologisk Laboratorium, og 23. april var der en stor demonstration på Frue Plads med omkring 5.000 deltagende. Besættelsen af laboratoriet varede til 26. april.
Studenteroprøret på Københavns Universitet forløb næsten uden vold. Rektor Mogens Fog indledte en dialog med de studerende og imødekom i store træk deres krav. Ved årsfesten 21. november 1968 lykkedes det en gruppe på 50 studerende at få trykt falske adgangskort og tiltvinge sig adgang til festen, der ellers var forbeholdt indbudte gæster fra samfundets top. Den psykologistuderende Finn Ejnar Madsen holdt en tre minutter lang tale, hvori han angreb klassesamfundet og kritiserede at de studerende ikke havde adgang til festen. Efter talen forlod de studerende festen, men uroen fortsatte de følgende år. I 1969 med flere demonstrationer, og i april kom det til optøjer i forbindelse med uddelingen af Sonningprisen. Mogens Fogs kontor blev desuden besat i marts 1970.